# دیک اسر
دیک اسر (انگلیسی: Dick Esser; ۹ ژوئیهٔ ۱۹۱۸ – ۸ مارس ۱۹۷۹) بازیکن هاکی روی چمن اهل پادشاهی هلند بود.